# Luis VI del Palatinado
Luis VI del Palatinado  (Simmern 4 de julio de 1539 - Heidelberg, 22 de octubre de 1583) fue un príncipe elector del Palatinado-Simmern, rama de la casa de Wittelsbach. Era el hijo primogénito de Federico III del Palatinado y María de Brandeburgo-Kulmbach.

## Biografía
Luis fue instruido por su madre y en la corte del Margrave Filiberto de Baden-Baden en la doctrina luterana.
Para aprender francés, el joven príncipe Luis visitó la borgoñona Universidad de Dole en 1554. Como presunto heredero del Electorado del Palatinado, intervino en los asuntos de gobierno en la corte de Otón Enrique del Palatinado. Desde 1563, fue gobernador del Alto Palatinado.
Luis firmó la Fórmula de la Concordia de 1577 y el Libro de la Concordia de 1580, en su propio nombre y como cotutor del margrave Ernesto Federico I de Baden-Durlach (1560-1604) y Jacobo III de Baden-Hachberg (1562-1590). 
Fue influenciado aquí por su esposa, lo que lo llevó a estar cada vez más en desacuerdo con su padre, y el hermano menor de Luis, Juan Casimiro del Palatinado-Simmern empezó a ser el preferido. La disputa entre los hermanos llegó a un punto culminante, tras la muerte de su padre en la lectura del testamento, que solo pudo resolverse en 1578.
A diferencia de su padre, dio preferencia al luteranismo sobre el calvinismo, purgando calvinistas de los puestos en la Universidad de Heidelberg. Los teólogos calvinistas encontraron protección en la corte del príncipe Juan Casimiro, el hermano de Luis, en Neustadt an der Weinstraße y fundaron el "Casimirianum Neustadt". Durante la Guerra de Colonia, Luis VI fue el único príncipe imperial luterano que estaba en el lado del Arzobispo-Elector de Colonia, Gebhard Truchsess de Waldburg. 
Con la reorganización luterana del país, Luis adoptó una nueva constitución judicial para la policía, y en 1582, una gran constitución para el país.
Luis VI fue desde 1577 hasta su muerte corregente del Margraviato de Baden-Durlach, y fue nombrado hasta que el heredero Ernesto Federico fuera mayor de edad.
Luis, que desde que tenía 21 años de edad "sufría del pecho", murió en 1583, a los 44 años de edad en Heidelberg y fue enterrado en la Iglesia local del Espíritu Santo.

## Matrimonio y descendencia
Luis VI se casó el 8 de julio de 1560 en Marburgo con la princesa Isabel de Hesse (1539-1582), hija del landgrave Felipe I de Hesse. Del matrimonio nacieron doce hijos:
- María del Palatinado (1561-1589), casada en 1579 con el posterior rey Carlos IX de Suecia (1550-1611)
- Isabel (*/† 1562)
- Dorotea Isabel (*/† 1565)
- Dorotea (1566-1568)
- Federico Felipe (*/† 1567)
- Juan Federico (*/† 1569)*
- Luis (1570-1571)
- Catalina (1572-1586)
- Cristina (1573-1619)
- Federico IV (1574-1610), Elector del Palatinado, casado en 1593 con Luisa Juliana de Orange-Nassau (1576-1644)
- Felipe (*/† 1575)
- Isabel (1576-1577)

Se casó en segundas nupcias el 12 de julio de 1583 en Heidelberg con Ana de Frisia Oriental (1562-1621), hija del príncipe Edzard II de Frisia Oriental. El matrimonio duró pocos meses y no tuvo hijos.
| Predecesor: Federico III | Elector Palatino 1576-1583 | Sucesor: Federico IV |